# Paquino
Paquino (en italiano, Pachino [paˈkiːno]; en siciliano, Pachinu [paˈciːnʊ]) es una comuna siciliana de 21.832 habitantes, se encuentra en la Provincia de Siracusa (Italia). 
De esta localidad es originario el tomate de Paquino.￼

## Evolución demográfica
| Gráfica de evolución demográfica de Paquino entre 1861 y 2001 |
|                                                               |
| Fuente ISTAT - Elaboración gráfica por parte de Wikipedia     |